# جيم سيمز
جيم سيمز (13 مايو 1903 - 27 أبريل 1973) (بالإنجليزية: Jim Sims)‏ هو لاعب كريكت بريطاني (وحمل سابقاً جنسية المملكة المتحدة لبريطانيا العظمى وأيرلندا). شارك مع منتخب إنجلترا للكريكت.

## وصلات خارجية
- جيم سيمز على موقع إي آس بي آن كريك إنفو (الإنجليزية)